# جان برکینریج
جان برکینریج (به انگلیسی: John Breckinridge) سناتور سابق عضو حزب دموکرات-جمهوری‌خواه بود. وی در سال ۱۸۰۱ تا ۱۸۰۵ میلادی سناتور ایالت کنتاکی در سنای ایالات متحده آمریکا بود.